# Leptopsylla putoraki
Leptopsylla putoraki är en loppart som beskrevs av Ioff 1950. Leptopsylla putoraki ingår i släktet Leptopsylla och familjen smågnagarloppor. Inga underarter finns listade i Catalogue of Life.